# Magdalena Matschina
Magdalena Matschina (23 marzo 2005) è una slittinista tedesca.

## Biografia

### Carriera sportiva

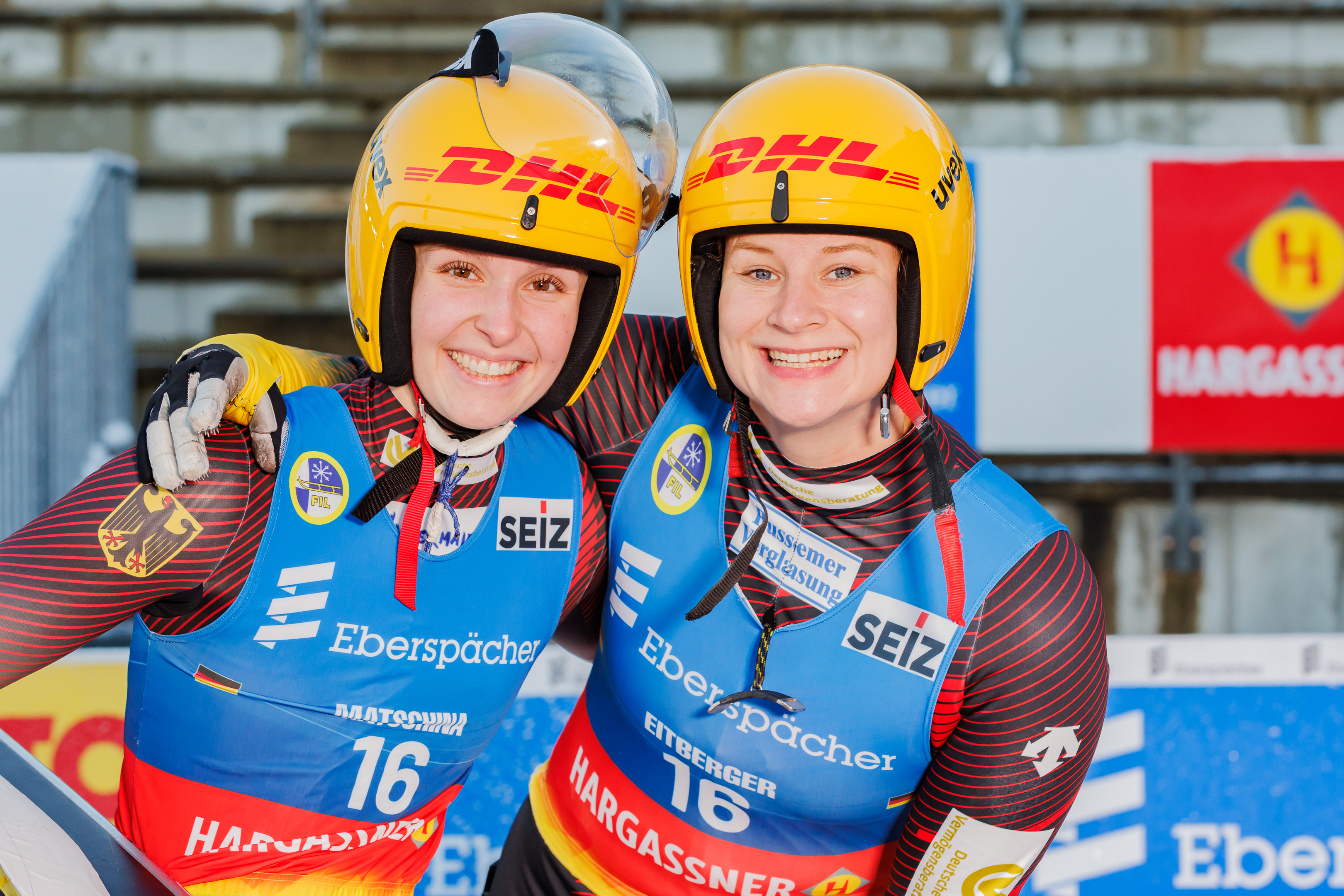
Matschina (a sinistra) ed Eitberger ad Oberhof nel 2024.

Fece la sua prima esperienza su una slitta nel 2011 durante un evento promozionale della sua scuola a Bad Feilnbach che la portò a provare la disciplina sulla pista di Königssee.
Iniziò a gareggiare per la nazionale tedesca nel 2022 nella specialità del doppio in coppia con Annika Krause, facendo subito il suo esordio nella categoria senior in quella che fu la stagione di debutto del doppio femminile a livello assoluto in Coppa del Mondo, che si disputò con le modalità di "gara nella gara" per atlete di qualsiasi età durante il circuito di Coppa juniores, prendendo parte all'ultima tappa a Bludenz il 15 gennaio 2022 in cui terminò al sesto posto; la gara era valevole anche per l'assegnazione del titolo europeo juniores dove giunse in quarta posizione, mentre nella classifica generale di Coppa si piazzò diciottesima e fu nona in quella relativa alla categoria juniores. Nell'annata seguente a livello giovanile ottenne il quarto posto nella graduatoria di Coppa del Mondo, il quinto agli europei di Altenberg ed il quarto ai mondiali di categoria di Bludenz 2023, mentre nella rassegna iridata assoluta di Oberhof 2023 giunse decima nella gara sprint e dodicesima nella prova classica, piazzamento che le valse la decima posizione nella speciale classifica riservata alle atlete under 23.
Nella stagione 2023/24 non prese parte a competizioni e, dopo che la sua compagna Krause abbandonò l'attività agonistica, fu scelta da Dajana Eitberger come nuova compagna di doppio al posto di Saskia Schirmer, con l'intento di colmare il divario atletico patito in fase di spinta dalle coppie più forti del circuito; dopo aver conquistato il secondo posto ai campionati tedeschi, esordì a livello internazionale con la nuova compagna il 30 novembre 2024 nella tappa iniziale di Coppa del Mondo a Lillehammer non riuscendo a completare la prova a coppie, ma già il giorno successivo ottenne il suo primo successo trionfando nella neonata specialità della staffetta mista doppio. Grazie anche ai due terzi posti ottenuti sulla pista di Oberhof e su quella di Pyeongchang chiuse in settima posizione nella classifica finale di Coppa, giunse quarta ai campionati europei di Winterberg 2025 ed in quelli mondiali di Whistler 2025 conquistò la medaglia di bronzo nella prova a coppie e quella d'argento nella staffetta mista doppio, insieme ad Eitberger ed ai connazionali Hannes Orlamünder e Paul Gubitz.

## Palmarès

### Mondiali
- 2 medaglie:
  - 1 argento (staffetta mista doppio a Whistler 2025);
  - 1 bronzo (doppio a Whistler 2025).

### Coppa del Mondo
- Miglior piazzamento in classifica generale di Coppa del Mondo nel doppio: 7ª nel 2024/25.
- 4 podi (2 nel doppio, 2 nelle staffette miste doppio):
  - 1 vittoria (nelle staffette miste doppio);
  - 3 terzi posti (2 nel doppio, 1 nelle staffette miste doppio).

#### Coppa del Mondo - vittorie
| Data             | Luogo       | Paese    | Disciplina                                                              |
| ---------------- | ----------- | -------- | ----------------------------------------------------------------------- |
| 1º dicembre 2024 | Lillehammer | Norvegia | Staffetta mista doppio con Tobias Wendl, Tobias Arlt e Dajana Eitberger |

### Coppa del Mondo juniores
- Miglior piazzamento in classifica di Coppa del Mondo juniores nel doppio: 4ª nel 2022/23.

### Campionati tedeschi
- 2 medaglie:
  - 2 argenti (doppio, gara a squadre a Winterberg 2025).